# Liste der Monuments historiques in Vallauris
Die Liste der Monuments historiques in Vallauris führt die Monuments historiques in der französischen Gemeinde Vallauris auf.

## Liste der Bauwerke
| Bezeichnung                                       | Beschreibung | Standort                                                  | Kennzeichnung | Schutzstatus   | Datum     | Bild           |
| ------------------------------------------------- | ------------ | --------------------------------------------------------- | ------------- | -------------- | --------- | -------------- |
| Colonne commémorative du débarquement de Napoléon |              | (Lage)                                                    | PA00080907    | Classé         | 1913 1932 | weitere Bilder |
| Schloss                                           |              | (Lage)                                                    | PA00080906    | Classé Inscrit | 1951      | weitere Bilder |
| Oppidum des Encourdoules                          |              | Les Encourdoules Chèvre d’Or (Lage)                       | PA00080908    | Inscrit        | 1978      | weitere Bilder |
| Oppidum du Mont-Pezou                             |              | Le Pezou (Lage)                                           | PA00080908    | Inscrit        | 1983      |                |
| Domaine des Trois Moulins de la Valmasque         |              | 598, chemin des Trois-Moulins 1283A, route du Parc (Lage) | PA06000042    | Inscrit        | 2010      |                |
| Phare de Vallauris                                |              | 1068, boulevard des Horizons (Lage)                       | PA06000044    | Inscrit        | 2012      |                |

## Liste der Objekte
- Monuments historiques (Objekte) in Vallauris in der Base Palissy des französischen Kulturministeriums